# Mysmenopsis
Mysmenopsis is een geslacht van spinnen uit de  familie van de Mysmenidae.

## Soorten
- Mysmenopsis archeri Platnick & Shadab, 1978
- Mysmenopsis atahualpa Baert, 1990
- Mysmenopsis beebei (Gertsch, 1960)
- Mysmenopsis capac Baert, 1990
- Mysmenopsis cidrelicola (Simon, 1895)
- Mysmenopsis cienaga Müller, 1987
- Mysmenopsis cymbia (Levi, 1956)
- Mysmenopsis dipluramigo Platnick & Shadab, 1978
- Mysmenopsis femoralis Simon, 1897
- Mysmenopsis funebris Simon, 1897
- Mysmenopsis furtiva Coyle & Meigs, 1989
- Mysmenopsis gamboa Platnick & Shadab, 1978
- Mysmenopsis huascar Baert, 1990
- Mysmenopsis ischnamigo Platnick & Shadab, 1978
- Mysmenopsis ixlitla (Levi, 1956)
- Mysmenopsis kochalkai Platnick & Shadab, 1978
- Mysmenopsis mexcala Gertsch, 1960
- Mysmenopsis monticola Coyle & Meigs, 1989
- Mysmenopsis pachacutec Baert, 1990
- Mysmenopsis palpalis (Kraus, 1955)
- Mysmenopsis penai Platnick & Shadab, 1978
- Mysmenopsis schlingeri Platnick & Shadab, 1978
- Mysmenopsis tengellacompa Platnick, 1993
- Mysmenopsis tibialis (Bryant, 1940)
- Mysmenopsis viracocha Baert, 1990
- Mysmenopsis wygodzinskyi Platnick & Shadab, 1978
- Mysmenopsis yupanqui Baert, 1990